# Meridiano 165 E
O meridiano 165 E é um meridiano que, partindo do Polo Norte, atravessa o Oceano Ártico, Ásia, Oceano Pacífico, Oceano Antártico, Antártida e chega ao Polo Sul. Forma um círculo máximo com o Meridiano 15 W.
Começando no Polo Norte, o meridiano 165º Este tem os seguintes cruzamentos:
| País, território ou mar | Notas                                                                             |
| ----------------------- | --------------------------------------------------------------------------------- |
| Oceano Ártico           |                                                                                   |
| Mar Siberiano Oriental  |                                                                                   |
| Rússia                  | Okrug Autónomo de Chukotka Krai de Kamchatka                                      |
| Mar de Bering           | Passa a leste da Ilha Karaginsky, Krai de Kamchatka, Rússia                       |
| Oceano Pacífico         | Passa a oeste do Atol Bikini, Ilhas Marshall                                      |
| Mar de Coral            |                                                                                   |
| Nova Caledônia          |                                                                                   |
| Mar de Coral            |                                                                                   |
| Oceano Pacífico         |                                                                                   |
| Oceano Antártico        | Passa a leste da Ilha Sturge, nas Ilhas Balleny, reivindicadas pela Nova Zelândia |
| Antártida               | Dependência de Ross, reivindicada pela Nova Zelândia                              |
| Oceano Antártico        | Mar de Ross                                                                       |
| Antártida               | Dependência de Ross, reivindicada pela Nova Zelândia                              |